# Söderhamn (stad)
Söderhamn is de hoofdstad van de gemeente Söderhamn in het landschap Hälsingland en de provincie Gävleborgs län in Zweden. De plaats heeft 12056 inwoners (2005) en een oppervlakte van 1036 hectare.
De stad ligt ongeveer 75 kilometer ten noorden van Gävle op de plaats waar de rivier de Söderhamnsån uitmondt in de Botnische Golf.

## Verkeer en vervoer
Bij de plaats lopen de E4 en Riksväg 50.
De plaats heeft een station op de spoorlijnen Stockholm - Sundsvall en Kilafors - Söderhamn.
Bij de stad ligt de luchthaven Soderhamn AB.

## Geboren in Söderhamn
- Jan Johansson (1931-1968), jazzpianist
- Monica Törnell (3 juni 1954), zangeres
- Anna Sahlin (11 mei 1976), zangeres
- Mathias Florén (11 augustus 1976), profvoetballer van IFK Norrköping
- Petter Hansson (14 december 1976), voormalig profvoetballer
- Anders Södergren (17 mei 1977), langlaufer